# Tornaszentandrás, Borsod-Abaúj-Zemplén
Tornaszentandrás este un sat în districtul Edelény, județul Borsod-Abaúj-Zemplén, Ungaria, având o populație de 225 de locuitori (2011). 

## Demografie
Componența etnică a satului Tornaszentandrás
     Maghiari (100%)
Componența confesională a satului Tornaszentandrás
     Romano-catolici (76,89%)
     Greco-catolici (3,11%)
     Reformați (2,67%)
     Necunoscută (17,33%)
Conform recensământului din 2011, satul Tornaszentandrás avea 225 de locuitori. Din punct de vedere etnic, majoritatea locuitorilor (100,0%) erau maghiari.  Din punct de vedere confesional, majoritatea locuitorilor (76,89%) erau romano-catolici, existând și minorități de greco-catolici (3,11%) și reformați (2,67%). Pentru 17,33% din locuitori nu este cunoscută apartenența confesională.